# Chimarra uara
Chimarra uara är en nattsländeart som beskrevs av Oliver S. Flint Jr. 1971. Chimarra uara ingår i släktet Chimarra och familjen stengömmenattsländor. Inga underarter finns listade i Catalogue of Life.